# Castilenti
Castilenti é uma comuna italiana da região dos Abruzos, província de Teramo, com cerca de 1.624 habitantes. Estende-se por uma área de 23 km², tendo uma densidade populacional de 71 hab/km². Faz fronteira com Atri, Castiglione Messer Raimondo, Elice (PE), Montefino, Penne (PE).

## Demografia
| Variação demográfica do município entre 1861 e 2011                               |
|                                                                                   |
| Fonte: Istituto Nazionale di Statistica (ISTAT) - Elaboração gráfica da Wikipedia |